# Catharopeza bishopi
Catharopeza bishopi là một loài chim trong họ Parulidae.